# Spintharus flavidus
Spintharus flavidus is een spinnensoort in de taxonomische indeling van de kogelspinnen (Theridiidae).
Het dier behoort tot het geslacht Spintharus. De wetenschappelijke naam van de soort werd voor het eerst geldig gepubliceerd in 1850 door Nicholas Marcellus Hentz.